# Prionospio pilkena
Prionospio pilkena är en ringmaskart som beskrevs av Wilson 1990. Prionospio pilkena ingår i släktet Prionospio och familjen Spionidae. Inga underarter finns listade i Catalogue of Life.